# Urotrygon microphthalmum
Urotrygon microphthalmum е вид акула от семейство Urotrygonidae. Видът не е застрашен от изчезване.

## Разпространение и местообитание
Разпространен е в Бразилия (Амазонас, Мараняо, Параиба и Сеара), Венецуела, Гвиана, Суринам и Френска Гвиана.
Обитава крайбрежията и пясъчните дъна на морета и реки в райони с тропически климат. Среща се на дълбочина от 4 до 38,5 m, при температура на водата от 26,5 до 27,4 °C и соленост 35,7 – 36,1 ‰.